# Rocca Priora
Rocca Priora – miejscowość i gmina we Włoszech, w regionie Lacjum, w prowincji Rzym.
Według danych na rok 2004 gminę zamieszkiwały 9563 osoby, 341,5 os./km².